# Pauli Nevala
Pauli Lauri Nevala (Pohja, 30 de noviembre de 1940-20 de junio de 2025) fue un atleta finlandés  que compitió en la prueba de jabalina.

## Carrera
Su primera competición internacional mayor fue en el Campeonato Europeo de Atletismo de 1962 en Belgrado, donde quedó eliminado en la ronda clasificatoria. Al siguiente año subió al escalón más alto de lanzadores de jabalina cuando logró su mejor marca personal (y mejor marca nacional) con 86,33 metros, lanzada en Helsinki el 16 de julio de 1963. Esta marca estaba muy cerca del récord nacional en ese momento (86,74 m).
En el año olímpico de 1964 sin embargo, Nevala tuvo muchos problemas para alcanzar la marca de 80 metros y no entró a los Juegos Olímpicos de Tokio como favorito. Aun así, avanzó en la etapa de clasificación con facilidad mientras que el dueño del récord mundial, Terje Pedersen de Noruega, fue el primero en quedar eliminado. En la final Nevala lanzó con confianza desde un principio y tomó la ventaja con su cuarto lanzamiento de 82,66 m, su mejor marca de ese año. Esto terminó siendo suficiente para la victoria y el oro olímpico, venciendo por poco a Gergely Kulcsár.
Después de las Olimpiadas la carrera de Nevala se estancó. Terminó cuarto en el Campeonato Europeo de Atletismo de 1966 en Budapest y su intento por defender el título olímpico en los Juegos Olímpicos de México 1968 se interrumpió cuando en la ronda de clasificación su tiro más largo fue declarado nulo de manera controvertida y falló en avanzar a la final.
En 1969 la carrera de Nevala tuvo un gran resurgimiento, cuando finalmente batió su récord personal varias veces, culminando en un lanzamiento de 91,40 m en Teuva. En el Campeonato Europeo de Atletismo de 1969 Nevala recibió la medalla de plata por detrás de Janis Lusis de la Unión Soviética. Nevala más tarde atribuyó abiertamente que este resurgimiento se debió al uso de esteroides anabólicos, que en ese momento no estaban prohibidos.
En 1970, se podría haber considerado a Nevala el mejor lanzador de jabalina del mundo con 50 victorias en 55 competencias. Lanzó por encima de la marca de 90 metros en 5 competencias, por encima de 85 en 32 y por encima de 80 en 52. Durante la temporada, el promedio de sus mejores diez lanzamientos fue de 90,12 m y su promedio total de 85,86 m. La mejor marca personal de Nevala, de 92,64 m en Helsinki el 6 de septiembre de 1970, aterrizó a solo 6 cm del récord mundial de Jorma Kinnunen. Además del mejor desempeño del año, Nevala fue nombrado como el lanzador de jabalinas número uno por Track & Field News.
Nevala y Kinnunen fallaron intencionalmente todos sus lanzamientos de clasificación en el Campeonato Finlandés de 1970 en protesta hacia la Asociación Atlética Amateur Finlandesa. La protesta eventualmente condujo a un sistema de estipendio mejorado.
La carrera de Nevala terminó abruptamente en abril de 1971 cuando, durante su primera competencia del año en Abiyán, Costa de Marfil, se lesionó su hombro de manera tan grave que no pudo volver a lanzar de manera seria nuevamente.